# Sennit
Le sennit est un type de cordage fabriqué en tressant des brins de fibres séchées. Le sennit est un matériau important dans les cultures de l'Océanie où il est utilisé dans l'architecture traditionnelle, la construction de bateaux, la pêche et comme ornement.

## Dénomination
Le sennit est appelé kafa aux Tonga, magimagi aux Fidji, ʻafa aux Samoa.

## Usages
Le sennit est fabriqué à partir de fibres de noix de coco séchées provenant de la coque de certaines variétés de noix de coco à fibres longue. Il est utilisé pour servir de lien de fixation dans la construction des bateaux, dans la construction de bâtiments selon les techniques traditionnelles, pour fixer les pierres des armes ou des outils sur leurs manches, etc. Aux Samoa, lors la pêche aux requins, un nœud coulant en sennit était placé au-dessus de la tête du requin lorsqu'il s'approchait du canoë.

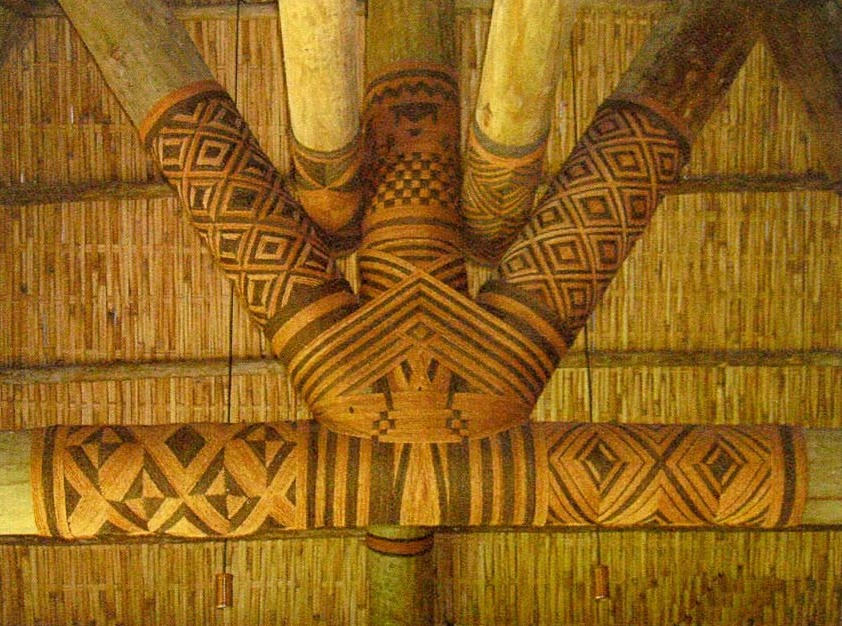
Sennit autour des poutres en bois d'un bâtiment traditionnel
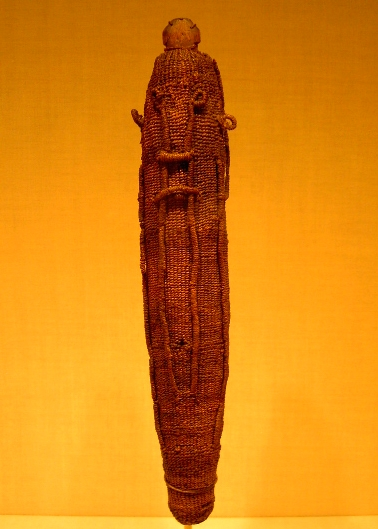
Figure sacrée du dieu tahitien de la guerre 'Oro enveloppée dans du sennit
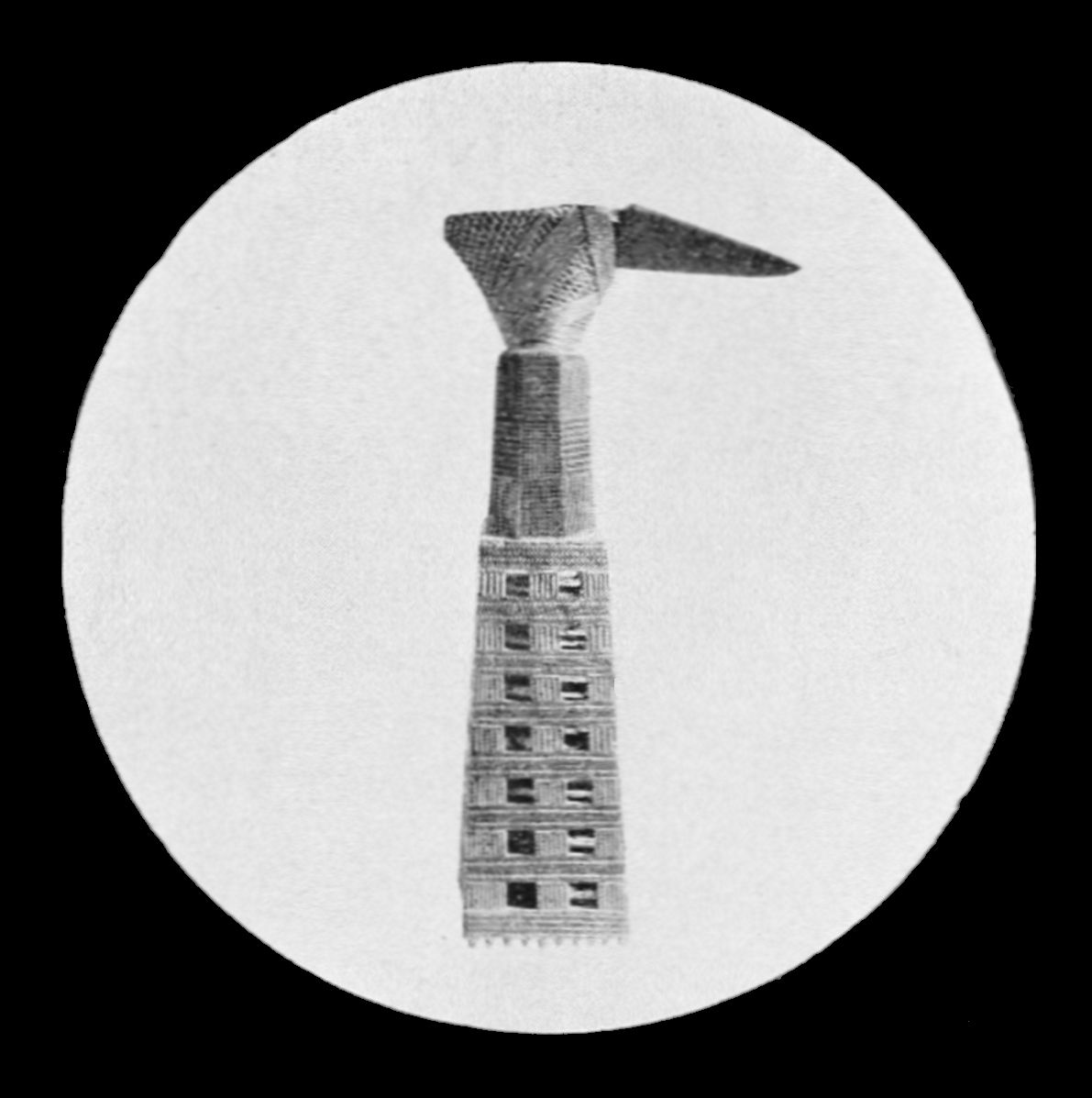
Herminette de cérémonie polynésienne (toʻi ou toki dans les langues polynésiennes) dont la pierre est fixée au manche sculptée par du sennit, 1891-1892